# 金陵路
金陵路，是位於台灣桃園市平鎮區、中壢區的一條道路，全程共分七段。第一段無段號而直稱為「金陵路」，起點在中壢區龍岡路一段的岔路，南行約100公尺進入平鎮區。自第二段起皆有段號，七段終點在成功路，銜接金龍路。此路一段至福龍路一段路段屬於市道113甲線的一部分；福龍路一段至和平路段為桃75線的一部分。
「東西向快速公路－觀音大溪線」（即省道台66線）在與金陵路五段交岔路口設有「平鎮三」交流道。由於該交流道車流量大，桃園市長鄭文燦贊同增建快速公路支線，由金陵路延伸4公里至龍潭區大昌路，並認為如此可以疏解台北商業大學平鎮校區附近的塞車問題。

## 沿經行政區域
（由北至南）
- 桃園市
  - 中壢區
  - 平鎮區

## 分段
（由北至南）
- 金陵路：龍岡路一段至金陵路二段一巷
- 金陵路二段：金陵路二段一巷至正義路
- 金陵路三段：正義路至金陵路三段266巷
- 金陵路四段：金陵路三段266巷至平東路一段和二段
- 金陵路五段：平東路一段和二段至新街溪
- 金陵路六段：新街溪至石門大圳
- 金陵路七段：石門大圳至成功路

## 車道配置
- 全線：雙向各一車道

## 主要相交道路
(由北至南)
- 龍岡路一段(中壢區)
- 和平路－中北路二段(中壢區)
- 振興路（區道桃78線）
- 環南路三段
- 平東路（區道桃72線）
- 平鎮三交流道
- 福龍路一段
- 成功路(龍潭區)（區道桃75線）

## 主要設施
（由北至南）
- 中華郵政平鎮北勢郵局 （页面存档备份，存于）（金陵路二段59號）
- 桃園市平鎮區北勢國民小學（金陵路二段330號）
- 中華郵政平鎮金陵郵局 （页面存档备份，存于）（金陵路三段235-1號、235-2號）
- 新德宮五路財神廟（金陵路四段45-1號）
- 桃園市立圖書館東勢分館（金陵路五段55號）
- 桃園市政府警察局平鎮分局建安派出所（金陵路五段108號）
- 桃園市平鎮區東勢國民小學 （页面存档备份，存于）（平東路一段185號）